# Seven de Olivos
El Seven Nocturno de Olivos es un Torneo argentino de rugby disputado por diferentes clubes de la Unión de Rugby de Buenos Aires (URBA). Se realiza desde 1976 en el Olivos Rugby Club con la particularidad de este torneo es que desarrollan sus partidos de noche.

## Reseña histórica
La historia del Seven Nocturno se remonta a 1976, cuando el Olivos RC tenía 49 años de vida. En ese entonces el presidente era Agustín Manubens, quien promovió la iniciativa de comenzar a realizar un torneo de rugby reducido, nocturno y desarrollado en varios días de la semana. Desde ese entonces el evento comenzó a ganar relevancia entre las competencias de fin de año en Buenos Aires. En la actualidad es el torneo de rugby reducido más importante de la URBA, luego del de la Unión.
En este torneo participan la gran mayoría de los clubes, a los que se suman equipos invitados del resto del país y el exterior con los que Olivos mantiene lazos de amistad, ejemplo de esto son Trébol RC de Paysandú y Lobos RC de Punta del Este.
Desde hace algunas ediciones el evento se convirtió en el acontecimiento más importante de año para el club organizador. Algunos lo llaman "La Semana de Olivos", porque reúne a toda la gente del deporte en una semana. Parte de esto se logra gracias a los demás torneos simultáneos que completan al Seven tradicional: el Seven de Primeras Líneas, el Seven de Rugby Femenino y el Nine de Hockey.

## Campeones[1]
| Año  | Campeón                |
| ---- | ---------------------- |
| 1976 | Belgrano Athletic Club |
| 1977 | San Isidro Club        |
| 1978 | Alumni                 |
| 1979 | San Isidro Club        |
| 1980 | San Isidro Club        |
| 1981 | Hindú Club             |
| 1982 | Alumni                 |
| 1983 | Newman                 |
| 1984 | Alumni                 |
| 1985 | Olivos Rugby Club      |
| 1986 | Alumni                 |
| 1987 | Olivos Rugby Club      |
| 1988 | Pueyrredón             |
| 1989 | Olivos Rugby Club      |
| 1990 | no se disputó          |
| 1991 | San Isidro Club        |
| 1992 | Pueyrredón             |
| 1993 | Pueyrredón             |
| 1994 | San Isidro Club        |
| 1995 | CUBA                   |

| Año  | Campeón             |
| ---- | ------------------- |
| 1996 | Olivos Rugby Club   |
| 1997 | Pueyrredón          |
| 1998 | San Fernando        |
| 1999 | Belgrano Athletic   |
| 2000 | San Albano          |
| 2001 | Pucará              |
| 2002 | Hindú               |
| 2003 | Lomas               |
| 2004 | Lomas               |
| 2005 | Regatas             |
| 2006 | Olivos Rugby Club   |
| 2007 | Pucará              |
| 2008 | Olivos Rugby Club   |
| 2009 | Regatas Bella Vista |
| 2010 | Alumni              |
| 2011 | Liceo Naval         |
| 2012 | Banco Nación        |
| 2013 | Liceo Naval         |
| 2014 | Hindú Club          |
| 2015 | Regatas             |